# 卡斯尔伍德 (南达科他州)
卡斯尔伍德（英語：Castlewood）是美国南达科他州下属的一座城市。根据2010年美国人口普查，该市有人口636人。论人口在本州排行第99。